# Просеняковці
Просеняковці (словен. Prosenjakovci) — поселення в общині Моравське Топлице, Помурський регіон, Словенія. Висота над рівнем моря: 229,5 м.